# Плясовиця Юрій Олексійович
Ю́рій Олексі́йович Плясови́ця (нар. 19 листопада 1948 м. Гуляйполе, Запорізька область — пом. 5 лютого 2024) — український архітектор, літератор. Заслужений архітектор України (2009). Член Національної спілки письменників України (2017).

## Життєпис
Народився 19 листопада 1948 року у м. Гуляйполе Запорізької області. Після переїзду родини до Вінниці закінчив тамтешній будівельний технікум, а на довершення — Харківський інженерно-будівельний інститут (1973) з аспірантурою.
Працював у Харківському проектно-конструкторському інституті Міністерства побуту України, викладав курс «Архітектура» на будівельному факультеті Вінницького політехнічного інституту. Був головним архітектором м. Рибниця Молдавської РСР, проектів інституту «Коміцивілпроект», вінницького виробничого об'єднання «Термінал». Засновник і понад 20 років керівник приватної творчої архітектурно-проектної майстерні «Плясовиця». Член Національного союзу архітекторів України (1981), дійсний член Академії будівництва України (1998).
Проживав у передмісті Вінниці — с. Агрономічному, де й помер 5 лютого 2024 року. Похований на кладовищі в П'ятничанах.

## Творчість
Автор понад трьохсот архітектурних проектів, чимало з яких було реалізовано, зокрема культові споруди — костели у м. Хмельницькому, с. Яришівка Томашпільського району, м. Гнівань на Вінниччині; господарські будівлі, торгівельні центри, елітне житло, — у тому числі низка будинків у мікрорайоні «Поділля», приміщення банку «Україна» у м. Вінниці, палац урочистих подій у м. Харкові, будинок Міністерства з питань житлово-комунального господарства у м. Києві, фотокомбінат в м. Алушті та ін.

Наприкінці 10-х років ХХІ ст. заявив про себе як літератор, передусім у жанрах публіцистики та мемуаристики, ставши дописувачем вінницького альманаху «Подільські джерела» і видавши близько десяти книг прози російською та українською мовами:
- Как жить чтобы жить?! Счастливчик (2009) у співавторстві з Віктором Юрченком
- Эссе о Виннице и винничанах (2010)
- Ироничный опус истории Винницы (2010)
- Я: анатомия души (2011) у співавторстві з Петром Скоруком
- Как жить, чтобы жить?! Счастливчик. Видання друге (2013). Спільно з Віктором Юрченко.
- Из времени восставши. Книга перша (2014) у співавторстві з Володимиром Рачеком
- Отступающий горизонт, или путешествие по миру в поисках свого Я (2015)
- Русь-Украина. Зачарованное время. Книга друга (2016) спільно з Володимиром Рачеком
- Городские откровения. Записки винницкого архитектора (2016)[6]
- Украинская летопись. Возвращение в сознание (2017) спільно з Володимиром Рачеком
- Забавная история Украины (2017), упорядник збірника
- Вознесение для чайников (2018)
- Жіноча пастораль Нестора Махна (2020), роман
- Окупація простору, Або як я був окупантом (2021)
- Ave Vinnytsia. Вінниця благословенна (2021—2023), в 3-х книгах.
- Літературно-мистецька премія «Кришталева вишня» (2022)[7]

Лауреат літературної премії ім. Миколи Рябого (2022).
3 березня 2017 р. прйнято до НСПУ.